# تلوث الهواء في دلهي

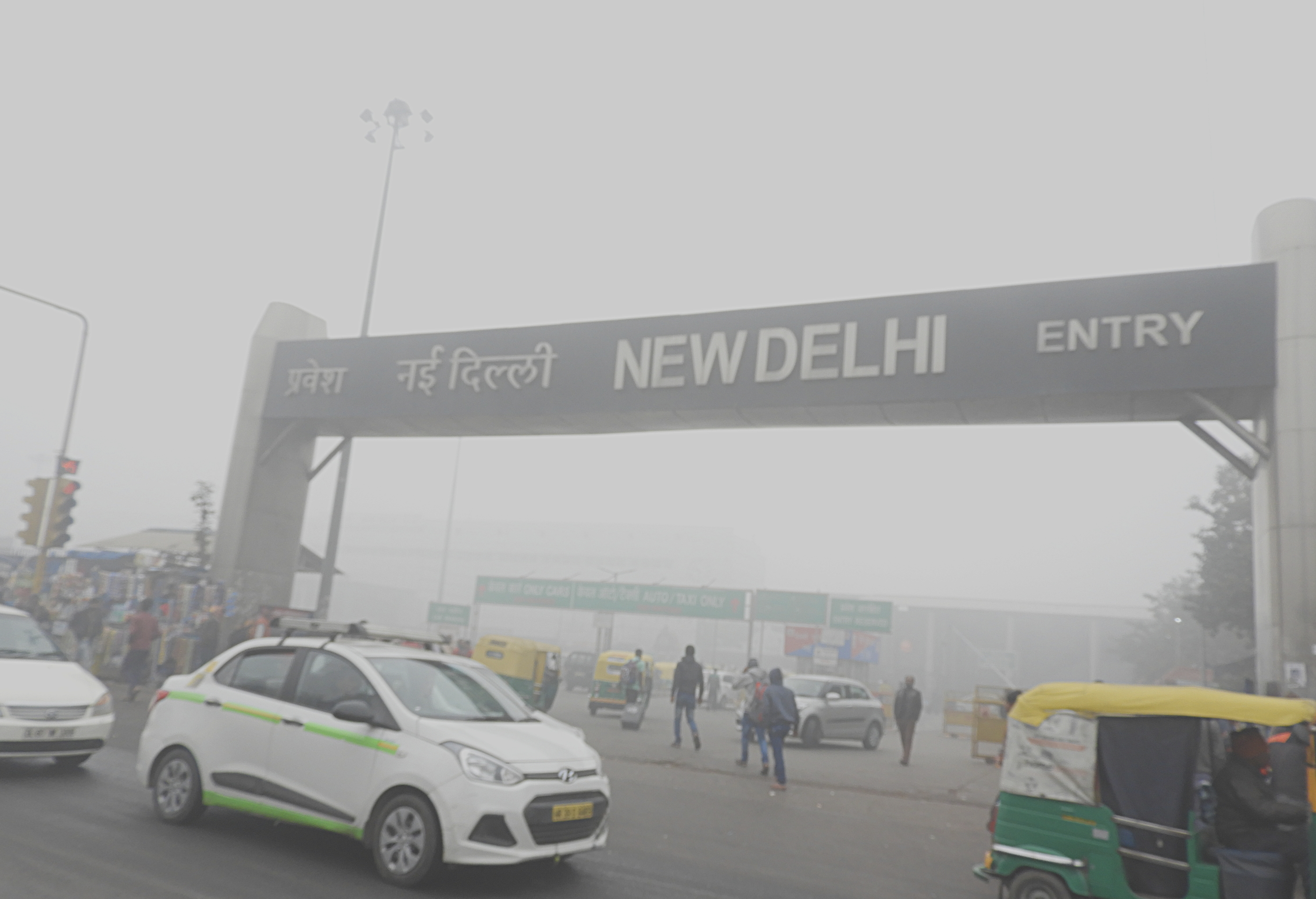
انخفاض الرؤية بسبب الضباب الدخاني في محطة سكة حديد نيودلهي

استناداً لدراسة أجرته منظمة الصحة العالمية حول 1600 مدينة عالمية، فإن جودة الهواء في مدينة دلهي عاصمة الهند هو الأسوأ من بين مدن العالم الكبرى. يُقدر أن تلوث الهواء في الهند يودي بحياة 1.5 مليون شخص كل عام؛ فهو خامس أكبر قاتل في الهند. وفقا لمنظمة الصحة العالمية فإن الهند تسجل أعلى معدل للوفيات في العالم بسبب أمراض الجهاز التنفسي المزمنة والربو. في دلهي، يلحق الهواء رديء الجودة ضرراً لا رجعة فيه برئتي 2.2 مليون أو 50 % من جميع الأطفال.
نشرت وزارة علوم الأرض الهندية ورقة بحثية في أكتوبر 2018، أسندت فيها أن قرابة 41 ٪ من تلوث الهواء (جسيمات فئة بي.أم 2.5) في دلهي يعود إلى انبعاثات المركبات، و21.5 ٪ للغبار و 18 ٪ للصناعات. زعم مدير مركز العلوم والبيئة (CSE) أن جمعية مصنعي السيارات الهندية (SIAM) تعمل «عكس الاتفاقية» لأنها «غير ملائمة» لصناعة السيارات.
يكون مؤشر جودة الهواء في دلهي عمومًا متوسطًا (101-200) نقطة بين يناير إلى سبتمبر، ثم يتدهور بشدة إلى مستويات ضعيفة جدًا (301-400) نقطة أو شديد (401-500) نقطة أو خطرة (500+) نقطة في ثلاثة أشهر من أكتوبر إلى ديسمبر. يرجع ذلك إلى عوامل مختلفة بما في ذلك مخلفات المحاصيل الزراعية، والألعاب النارية المشتعلة خلال عيد ديوالي (عيد الأنوار) الهندوسي والطقس البارد. في نوفمبر 2017، ارتفع مستوى تلوث الهواء إلى ما هو أبعد من المستويات المقبولة في حدث عُرف باسم الضباب الدخاني العظيم، إذ بلغت مستويات الجسيمات في الهواء فئة (بي. أم 2.5) وفئة (بي. أم 10) إلى 999 ميكروغرام لكل متر مكعب، في حين أن المستويات الآمنة لتلك الملوثات هي 60 و 100 على التوالي..

## مستويات الجسيمات في دلهي
يتم تمثيل جودة الهواء أو تلوث الهواء المحيط/ الخارجي بالمتوسط السنوي لتركيز المادة الجسيمية (بي. أم 10) وهي جسيمات أصغر من 10 ميكرون)، والمادة الجسيمية (بي. أم 2.5) وهي جسيمات أصغر من 2.5 ميكرون أي أرق بـ25 إلى 100 مرة من شعرة الإنسان.
استناداً إلى بيانات 1600 مدينة في 91 دولة للفترة 2008 و 2013، أن متوسط مستويات (بي. أم 10)في العالم تتراوح من 26 إلى 208 ميكروغرام لكل متر مكعب من الهواء (ميكروجرام/ م3)، ويبلغ المتوسط العالمي 71   (ميكروغرام / م3). تتواجد في الهند 13 مدينة من بين 25 مدينة تسجل أعلى مستويات لمادة (بي.إم)على مستوى العالم.
بالنسبة للدراسة التي أجرتها منظمة الصحة العالمية عام 2010، كان متوسط مستوى (بي. أم 10) في دلهي 286 (ميكروغرام / م 3). بلغ متوسط مستوى (بي. أم 10) في دلهي 286 (ميكروغرام / م3). وفي عام 2013، كان مستوى (بي. أم 2.5) قد وصل 153 (ميكروغرام / م3) حيث تعتبر هذه المستويات غير صحية للغاية. في جواليور، المدينة ذات أسوأ جودة للهواء في الهند، كانت مستويات (بي. أم 10) و (بي. أم 2.5) قد وصلت إلى 329 (ميكروغرام / م3) و 144 (ميكروغرام / م3)على التوالي. وعلى سبيل المقارنة، كانت مستويات (بي. أم 10) و (بي. أم 2.5) في لندن قد وصلت 22 (ميكروغرام / م3) و 16 (ميكروغرام / م3) على التوالي. أصبحت مستويات (بي.إم) في دلهي أكثر سوءا منذ تلك الدراسة لمنظمة الصحة العالمية. في شهري ديسمبر - يناير 2015، لاحظ مراقبو السفارة الأمريكية في دلهي أن متوسط مستوى (بي. أم 2.5) قد وصل في دلهي إلى 226 على غرار أنه وصل إلى 95 (ميكروغرام / م3) في بكين خلال نفس الفترة؛  أي أن الهواء في دلهي أسوء بمرتين بما هو الحال في بكين. اعتبارًا من أكتوبر 2017، ورد أن الخبراء في العديد من محطات المراقبة قد قاموا بقياس مؤشر لجودة الهواء (AQI) والذي بلغ 999 أي ما يعادل تدخين 45 إلى 50 سيجارة في اليوم. وقد أدى ذلك إلى قيام بعض المسؤولين الحكوميين، مثل آرفيند كيجريوال، بوصف عاصمة البلاد بـ «غرفة الغاز».
وفقًا لمبادئ التوجيهية لمنظمة الصحة العالمية في ما يتعلق بجودة الهواء، أن المستويات الآمنة لمادة (بي.إم) كمتوسط سنوي هي 20 (ميكروغرام / م3) لفئة (بي. أم 10) و 10 (ميكروغرام / م3) لفئة (بي. أم 2.5).

## أسباب سوء جودة الهواء
- تعتبر انبعاثات السیارات من أسباب سوء جودة الھواء. وتتضمن أسباب أخرى كحرق الأخشاب، وحرق الأراضي الزراعية، والعادم من مولدات الديزل، والغبار من مواقع البناء، وحرق القمامة [14][14] والأنشطة الصناعية الغير مشروعة في دلهي.
- تعد محطة باداربور للطاقة الحرارية مصدر رئيسي آخر لتلوث الهواء في دلهي وهي محطة للطاقة تعمل بالفحم تم بناؤها في عام 1973. على الرغم من أن هذه المحطة تولد أقل من 8 ٪ من الطاقة الكهربائية في المدينة إلا أنها تنتج 80 إلى 90 ٪ من ملوثات المادة الجزيئية من قطاع الطاقة الكهربائية في دلهي.[15] في نوفمبر2017 وأثناء الضباب الدخاني العظيم في دلهي، تم إيقاف محطة باداربور للطاقة مؤقتًا وذلك لتخفيف من تلوث الهواء الحاد ولكن سُمح لها بإعادة التشغيل في 1 فبراير 2018.[16] ومنذ 15 أكتوبر 2018، فقد تم إغلاق هذه المحطة بشكل دائم نظرا لتأثيرها الضارعلى البيئة.[17]
- انبعاثات العوادم / الضباب من أبراج التبريد الرطبة هي أيضا مصدرللمواد الجزيئية حيث أنها تستخدم على نطاق واسع في الصناعة والقطاعات الأخرى لتبديد الحرارة في أنظمة التبريد.[18]
- على الرغم من أن دلهي خالية من مادة الكيروسين و 90٪ من الأسر تستخدم غاز البترول المسال في الطهي، فإن الـ 10٪ الباقية من تلك الأسر تستخدم الخشب ومخلفات المحاصيل وروث البقر والفحم للطهي (تعداد الهند، 2012).
- إن النار في مكب النفايات بمنطقة Bhalswa هو السبب الرئيسي للجسيمات العالقة في جو دلهي.[19]
- يؤثر حرق مخلفات المحاصيل الزراعية أيضًا على جودة الهواء في دلهي عندما يتم الانتهاء من حصاد المحاصيل.[20]
- الافتقار إلى وجود مراقبة نشطة ورد فعل من جانب السلطات.
- عدم وجود أولوية سياسية.

## آثار سوء جودة الهواء

### الآثار على الأطفال
2.2 مليون طفل في دلهي يعانون من تلف رئوي غير قابل للعلاج بسبب سوء جودة الهواء. بالإضافة إلى ذلك، أظهرت الأبحاث أن التلوث يمكن أن يقلل من نظام المناعة لدى الأطفال ويزيد من مخاطر الإصابة بالسرطان والصرع والسكري وحتى الأمراض التي تصيب البالغين مثل التصلب المتعدد.

### الآثار على البالغين
سوء جودة الهواء هو سبب في انخفاض قدرة الرئة، والصداع، والتهاب الحلق، والسعال، والتعب، وسرطان الرئة، والموت المبكر.

## الضباب الدخاني في دلهي
يعد الضباب الدخاني في دلهي حدث مستمر لتلوث الهواء الشديد في نيودلهي والمناطق المجاورة في إقليم العاصمة الوطنية في الهند. بلغ تلوث الهواء في عام 2017 ذروته على مستويات المادة الجسيمية الجزيئية في الهواء فئة (بي. أم 2.5) وفئة (بي. أم 10) حيث تم الإبلاغ على أنها واحدة من أسوأ مستويات جودة الهواء في دلهي منذ عام 1999.
أدى انخفاض مستوى الرؤية إلى وقوع حوادث في جميع أنحاء المدينة، لا سيما وجود تصادم 24 مركبة على طريق Yamuna (يامنا) السريع.
كما أدى «الضباب الدخاني العظيم» أيضًا إلى إلغاء وتأخير وسائل النقل العام، وخاصة القطارات والرحلات الجوية، مما تسبب في الكثير من العوائق أمام الناس.

### خلفية
مصدر التلوث
تشير معظم مصادر التحليل الحالية من أن الطقس البارد والرياح الراكدة يمكنها أن تحصر مختلف مصادر الدخان حيث إن المصادر الرئيسية للدخان هي حرق مخلفات المحاصيل الزراعية، وحاويات القمامة المشتعلة، وغبار الطرق، ومحطات توليد الطاقة، والمصانع، والمركبات.
يمكن قياس جودة الهواء عن طريق قياس مستوى جزئيات (بي. أم 2.5) و (بي. أم 10) العالقة في الجو. في 7 نوفمبر 2017، ارتفعت مستويات (بي. أم 2.5) في دلهي إلى مستوى مرتفع جدًا حيث بلغ 999 أي أعلى بكثير من 60 ميكروغراما موصى بها. بلغت مستويات المادة الجسيمية (بي. أم 10)  إلى 999 (أقصى مستوى للمراقبين)، بدلاً من الحد الموصى به وهو 100.
مرة أخرى في 8 نوفمبر 2017، ارتفعت مستويات (بي. أم 2.5) إلى 449. وفي نفس الوقت، تم تسجيل مستوى (بي. أم 10) أنه قد بلغ 663.
الطقس
خلال هذه الفترة، كانت درجة الي من 15 إلى 29 درجة مئوية أو (~ 66) درجة فهرنهايت.

### حادث
خلال اليوم الثاني من الاختبار الثالث لفريق الكريكيت السريلانكي في الهند في الفترة 2017/2018 في دلهي، أجبر الضباب الدخاني لاعبي الكريكيت السريلانكي على التوقف عن اللعب وارتداء الكمامات المضادة للتلوث. وذكر لاعب الكريكيت لاهيرو جاماج أن لديه ضيق في التنفس. أفاد مدرب فريق الكريكيت السريلانكي، نيك بوتاس، أن لاعب الكريكيت، سورانغا لاكمال، قد تقيأ مكرراً بسبب تأثير التلوث الشديد في دلهي. كان هناك توقف في اللعب بين الساعة 12:32 وحتى الساعة 12:49 مساءً، الأمر الذي دفع المدرب الهندي رافي شاستري إلى الخروج بطريقة عدوانية والتحدث مع حكم الملعب ديفيد بون.

### رد فعل الدولة
أعلنت حكومة الهند المركزية حالة الطوارئ الصحية في العاصمة من أجل التعامل مع كمية الهائلة الهواء الملوث. وتم إعلان ذلك اليوم عطلة للمدارس والمكاتب والمراكز الحكومية الأخرى.

### تأثيرات
الآثار الصحية
قد أعلنت حكومة دلهي عن وجود استشارات صحية لـ:
- ضيق التنفس
- انقباض الصدر
- تهيج في العينين
- الربو
- حساسية

### تدابير الرقابة
أصدررئيس وزراء دلهي في ذلك الوقت، آرفيند كيجريوال، بنود الإجراءات المقترحة التالية  لمحاولة الحد من تلوث الهواء.
- ستظل جميع مدارس دلهي مغلقة للأيام الثلاثة القادمة.
- خلال الأيام الخمسة المقبلة، لن يتم إجراء أي أعمال بناء وهدم في دلهي.
- تم حظر جميع مجموعات مولدات الديزل للأيام العشرة القادمة، باستثناء المستشفيات وخدمات الطوارئ.
- ستوفر حكومة دلهي الطاقة للمستعمرات غير المصرح بها والتي تستخدم مولدات الديزل.
- سيتم اغلاق محطة باداربور الكهربائية القائمة على الفحم لمدة عشرة أيام. لن يكون هناك نقل للرماد المتطاير من محطة توليد الكهرباء.
- ستطلق وزارة البيئة تطبيقًا لمراقبة حرق الأوراق.
- في 10 نوفمبر، سيبدأ تنظيف الطرقات بالمكانس.
- سيبدأ رش الماء على جميع الطرق من الأيام التالية.
- يجب على الناس البقاء في منازلهم قدر المستطاع ويجب عليهم محاولة العمل من المنزل.

خضعت هذه البنود لمناقشات عامة حول مدى إمكانية الخطوات المذكورة أعلاه أن تساعد في الحد من التلوث إن وجدت. وألقت هيئات مختلفة باللوم على مصادر مختلفة للضباب الدخاني.

### تدابير طويلة الأجل
في 25 نوفمبر 2017، حظرت المحكمة العليا الهندية بيع الألعاب النارية في دلهي للتخفيف من التلوث.
في إجراءآخر، ستبقى محطة باداربورالكهربائية مغلقة حتى 31 يناير 2018. تعد محطة توليد الكهرباء هذه قديمة جدًا وملوثة، حيث نادى دعاة حماية البيئة قبل حدوث الضباب الدخاني العظيم لإقفالها بصورة دائمة.

## محطات مراقبة جودة الهواء
يوجد في قسم الأرصاد الجوية الهندي (IMD) محطات مراقبة جودة الهواء في في طريق ماثورا، ودائرة الأرصاد الجوية بدلهي (منطقة جور باغ)، ومطار آي جي آي، والمجلس الدولي لمعاهدات الهنود بدلهي، ومستشفى غورو تيج باهادور (منطقة غازياب)، وديربور، وجامعة دلهي التكنولوجية، وبيتامبورا، وآيا نجار (جورجاون)، ونويدا. يغطي مراقبة تلوث الهواء التابعة لسفارة الأمريكية في نيودلهي منطقة تشاناكابوري.

## استجابة الوافدين
وللتصدي للهواء رديء الجودة، تقوم السفارات والشركات الدولية في دلهي بدراسة تخفيض عدد الموظفين، وتوصيهم بإعادة النظر في إحضار أطفالهم إلى دلهي، وتوفير أجهزة تنقية هواء متطورة، وتركيب أجهزة تنقية هواء باهظة الثمن في مكاتبهم.
بدأ طلاب جامعة دلهي مشروعًا (http://delhicleanairforum.tk) () لمكافحة تلوث الهواء في الأماكن الأكثر عرضة للخطر وأكثرها مسؤولية بدلهي من خلال زيادة الوعي حول الأسباب والآثار وسبل حماية ومعالجة تلوث الهواء. وذلك من أجل خفض التلوث وتقليل التعرض أو التأثر على الفئات الأكثر عرضة للخطر والأكثر ضررا.

## الحوادث الكبرى
في ديسمبر 2017، خلال مباراة تدريبية بين فريقي الكريكيت السريلانكي والهندي في نيودلهي، بدأ لاعبوفي سريلانكا يشعرون بمشاكل في التنفس وتقيأ العديد من اللاعبين في غرف الراحة وفي الملعب حيث اضطروا إلى ارتداء الكمامات حتى انتهاء المباراة. على الرغم من أن الجانب الهندي لم يكن متعاطفًا مع الفريق السريلانكي، حيث قال معلقون هنود على الهواء أن اللاعبين السريلانكيين كانوا يستخدمون الكمامات لإخفاء وجوههم بعد أن ضحوا بحياتهم. من جهة، أشادت شخصيات بارزة بقومية فريق الكريكيت الهندي على تويتر مدعيا أنهم ضحوا بصحتهم وذلك لإمتاع الجمهور التي حضرت، في حين إعتبره فيندرندر سهواج بأنه عمل لمنع فيرات كوهلي من تسجيل ثلاثية القرن. تقيأ اللاعب الهندي محمد شامي أيضا بعد استئناف المباراة على الرغم من أنه قد ذكر أن اللاعبين الهنود قد اعتادوا على مثل هذه الظروف، حينما كانت مستويات التلوث مثيرة للقلق. ويرى رئيس جمعية الأطباء الهندية أنه يجدر للمباراة أن تتم ويجب أن يكون لدى مجلس الكريكيت الدولي سياسة بشأن التلوث.